# Cloud Atlas
Cloud Atlas è un film del 2012 co-prodotto, co-scritto e diretto da Lana e Lilly Wachowski (nel film creditate come Lana e Andy Wachowski) da Tom Tykwer.
Tratto dal romanzo L'atlante delle nuvole di David Mitchell, è un film di fantascienza che intreccia sei storie ambientate in luoghi e tempi diversi. I temi ricorrenti nel film, così come nel romanzo, sono la reincarnazione e il destino, elementi che legano indissolubilmente i personaggi e le situazioni dei sei episodi attraverso numerosi richiami e citazioni interne.
Con un budget di oltre 100 milioni di dollari, è stato uno dei film indipendenti più costosi mai realizzati.

## Trama
(Sinossi ufficiale del film)
Il film segue sei differenti storie in sei epoche diverse, eppure gli eventi di ogni storia sembrano legarsi a tutte le altre, mostrando alcuni denominatori comuni:
- Il Diario dal Pacifico di Adam Ewing (1849): Adam Ewing, un avvocato americano di San Francisco, è arrivato alle Isole Chatham per concludere un accordo commerciale con il reverendo Gilles Horrox per conto del suocero Haskell Moore. Durante il soggiorno sull'isola, Adam assiste alla fustigazione di uno schiavo Moriori, Autua, che successivamente s'imbarca clandestinamente sulla stessa nave di Ewing e convince quest'ultimo ad aiutarlo a persuadere il capitano ad aggiungerlo all'equipaggio come un uomo libero. Nel frattempo Henry Goose, il medico di bordo, vuole rubare gli oggetti di valore che Adam possiede e per farlo gli somministra, giorno dopo giorno, del veleno facendogli credere che si tratta della cura contro un verme parassita che lo avrebbe infettato. Quando Goose tenta di somministrargli la dose fatale, Autua glielo impedisce aggredendolo. Ad un certo punto, durante la colluttazione, mentre Autua sta soccombendo a Goose, Adam riesce a riprendersi e a uccidere Goose. Tornato negli Stati Uniti, Ewing e sua moglie Tilda denunciano lo schiavismo di Moore e lasciano San Francisco per unirsi al movimento abolizionista.

- Lettere da Zedelghem (1936): è ambientata in Scozia, nel paese fittizio di Zedelghem, vicino a Edimburgo, dove il giovane musicista Robert Frobisher trova lavoro come copista presso l'anziano compositore Vyvyan Ayrs, periodo durante il quale Frobisher trova l'ispirazione per comporre il suo capolavoro, il Sestetto dell'Atlante delle Nuvole. Ayrs, però, intende rubare il lavoro di Frobisher spacciandolo per suo e minaccia il giovane di rivelarne la bisessualità (considerata, all'epoca, una cosa scandalosa oltre che un reato). Frobisher, il quale nel suo tempo libero ha letto parte del diario di bordo scritto da Adam Ewing, decide di assassinare Ayrs. Scappa quindi in un hotel dove, dopo aver finito di scrivere il suo sestetto, si sdraia nella vasca da bagno della sua camera e si suicida con un colpo di pistola in testa. Proprio allora lo raggiunge l'amante Rufus Sixsmith il quale, piangendo disperato, abbraccia il corpo di Robert.
- Mezze vite – Il primo caso di Luisa Rey (1973): la storia, ambientata a San Francisco in California, inizia con la reporter Luisa Rey che conosce e parla con un invecchiato Rufus Sixsmith, divenuto nel frattempo un fisico nucleare, e rimanendo coinvolta in una pericolosa storia riguardante l'insicurezza della nuova centrale nucleare gestita da Lloyd Hooks. Prima di poter consegnare a Rey le prove della pericolosità della centrale, Sixsmith viene assassinato da Bill Smoke, un sicario di Hooks. Luisa trova il corpo di Sixsmith e, sotto il corpo, le lettere che Frobisher aveva scritto per Sixsmith tanti anni prima. Successivamente Luisa ascolta, in un negozio di musica presso cui era andata a chiedere notizie al riguardo, il sestetto composto da Frobisher. Durante le sue ricerche Luisa conosce Isaac Sachs, un lavoratore della centrale, che le passa una copia della documentazione che Sixsmith voleva a sua volta darle. Smoke uccide Sachs facendo esplodere l'aereo sul quale era imbarcato e subito dopo tenta di annegare la giornalista facendola precipitare, insieme alla sua automobile, in un fiume. Nonostante tutto Luisa riesce a salvarsi e tornata a casa vi trova dentro, ad aspettarla, Joe Napier, il capo della sicurezza della centrale nucleare ed ex commilitone del padre di Luisa. Joe la aiuta a salvarsi da un altro tentativo di ucciderla da parte di Smoke. Tentativo nel quale, invece, è Smoke a rimanere ucciso. A questo punto Luisa, documenti alla mano, rende noto all'opinione pubblica il piano di Hooks di causare un incidente nucleare a beneficio delle compagnie petrolifere.
- La tremenda ordalia di Timothy Cavendish (2012): Londra. L'anziano editore britannico Timothy Cavendish ha un colpo di fortuna quando Dermot Hoggins, un autore criminale di cui egli ha pubblicato l'ultimo libro, uccide un critico letterario (che aveva stroncato il suo libro) gettandolo da un palazzo. Il caso ha una grande risonanza mediatica e fa decollare le vendite del libro di Hoggins permettendo, quindi, lauti introiti a Timothy. I fratelli di Hoggins, criminali anche loro, minacciano Cavendish per ottenere la fetta più grande dei suoi profitti. Timothy scopre però che tutti i soldi ottenuti dalla pubblicazione del libro sono stati prosciugati dai debiti che lui stesso aveva contratto in passato vedendosi costretto, quindi, a chiedere aiuto al suo ricco e malizioso fratello Denholme. Per vendicarsi del fatto che Timothy era andato a letto con sua moglie, Denholme, tramite un inganno, lo fa segregare in una casa di riposo (situata nella villa di Vyvyan Ayrs). Con l'aiuto di un gruppo di degenti, però, Timothy riesce a organizzare una rocambolesca fuga dall'ospizio e, una volta sistematosi indipendentemente con Ursula (un vecchio amore della sua vita dal quale si era separato dopo un imbarazzante episodio), legge il resoconto sulle vicende di Luisa Rey e sceneggia un film biografico basato sulla sua bizzarra disavventura.
- Il verbo di Sonmi~451 (2144): ambientato a Neo Seoul, una distopica megalopoli futuristica della Corea del Sud. La storia ruota intorno alla giovane Sonmi~451, un "artificio" (un clone in pratica) che lavora al fast food Papa Song con altri "artifici" identici a lei. Gli artifici non sono considerati esseri umani e pertanto sono trattati come oggetti e sfruttati come schiavi. Tutto cambia quando Sonmi viene salvata da Hae-Joo Chang, uno dei membri della una ribellione, che la accoglie con sé. Nel frattempo Sonmi~451 è diventata una ricercata. Durante le loro fughe Sonmi e Hae-Joo si innamorano e iniziano a passare il tempo guardando film culturali e, tra essi, un film tratto dal romanzo di Timothy Cavendish. I ribelli mettono a conoscenza Sonmi di quanto accade agli artifici come lei quando non vengono più utilizzati. Grazie a queste nuove conoscenze, Sonmi decide di unirsi alla ribellione e prendere posizione contro il sistema. Per fare ciò si reca in una base alle Hawaii dove, aiutata dai ribelli, trasmette il suo manifesto. Hae-Joo muore in uno scontro a fuoco durante l'assalto alla base da parte dei Coercitori. Sonmi viene catturata e, successivamente, giustiziata dopo aver raccontato alle autorità la sua storia e le sue intenzioni. Prima di essere giustiziata, però, riesce a dare alle autorità un avvertimento: qualcuno crede già nelle idee di ribellione che sono state accese in lei e nei suoi compagni e, prima o poi, questa ribellione ci sarà.
- Sloosha Crossing e tutto il resto (106 anni dopo la "Caduta", 2321): Zachry vive con la sorella e la nipotina Catkin in una tribù situata nella "Valle", una società primitiva di uomini sopravvissuti a un olocausto nucleare che venera Sonmi~451 come una divinità. La tribù di Zachry viene visitata da Meronyma, una donna proveniente dalla società dei "Prescienti", gli ultimi sopravvissuti di una civiltà tecnologicamente avanzata, che salva Catkin dall'avvelenamento causato da un pesce pietra. Per sdebitarsi Zachry aiuta Meronyma a raggiungere la sommità del Mauna Kea, un luogo che la sua gente teme perché crede che sia un luogo tabù in cui sorgono misteriosi templi. Per Meronyma è molto importante doverlo raggiungere perché il tempio, in realtà, è una base di lancio spaziale, base dalla quale è forse ancora possibile inviare un segnale di soccorso alle colonie planetarie, colonie, cioè, fondate dagli umani secoli prima su altri pianeti e sulle quali far migrare ciò che rimane del genere umano sulla terra. Durante il cammino Zachry è tormentato dalle visioni del "Vecchio Georgie", una figura demoniaca che lo incita a tradire Meronyma. Alla fine Zachry smette di mettere in dubbio le parole della donna quando quest'ultima gli mostra il video di Sonmi~451 che trasmette il manifesto (ciò indica che la rivolta contro il sistema è infine scoppiata, come Sonmi aveva predetto). Dopo aver aiutato Meronyma a compiere la missione, Zachry torna al villaggio e scopre con orrore che è stato attaccato dai Kona, una feroce tribù di cannibali, i quali hanno ucciso tutti tranne Catkin (che era riuscita a nascondersi). Disperato e assetato di vendetta, Zachry affronta da solo i Kona e, con il tempestivo aiuto di Meronyma arrivata nel frattempo, riesce a ucciderli e a salvare Catkin. Meronyma invita Zachry e Catkin a unirsi ai Prescienti per iniziare una nuova vita.
- settimo periodo: è ambientato, temporalmente, alcuni decenni dopo gli avvenimenti accaduti nella Valle. Viene mostrato nel prologo e nell'epilogo del film. Nel prologo, un vecchio e solo Zachry effettua un monologo senza spiegare esattamente dove si trova e cosa gli è successo nella vita. Nell'epilogo, Zachry viene mostrato mentre racconta le storie (probabilmente le storie precedentemente raccontate nel film) a una platea di bambini, tutti suoi nipoti. Dopo che Meronyma - diventata moglie di Zachry - richiama tutti i nipoti per metterli a letto, una di loro si attarda per chiedere a Zachry di mostrarle, nel cielo, dove si trova la Terra. La scena si conclude con una panoramica del cielo nel quale splendono due lune, facendo capire che le colonie oltremondo esistono ancora e che sono riusciti, dopo un lungo viaggio (ibernati, pare di capire), ad arrivare su una di esse.

### La voglia a forma di stella cometa
Durante il film si scopre come un personaggio per ognuna delle sei epoche possieda una voglia a forma di stella cometa, e sarà proprio questo personaggio a cercare di cambiare il mondo in cui vive. I personaggi sono:
- Adam Ewing (1849) possiede la voglia sul petto;
- Robert Frobisher (1936) vicino al coccige;
- Luisa Rey (1973) sulla spalla sinistra;
- Timothy Cavendish (2012) sul polpaccio destro;
- Sonmi~451 (2144) sul collo;
- Zachry (2321) sulla nuca.

### Personaggi
| Attore         | Il diario dal Pacifico di Adam Ewing (1849) | Lettere da Zedelghem (1936) | Mezze vite – Il primo caso di Luisa Rey (1973) | La tremenda ordalia del Signor Cavendish (2012) | Il verbo di Sonmi~451 (2144)         | Sloosha Crossing e tutto il resto (106 anni dopo la Caduta, 2321) |
| -------------- | ------------------------------------------- | --------------------------- | ---------------------------------------------- | ----------------------------------------------- | ------------------------------------ | ----------------------------------------------------------------- |
| Tom Hanks      | Dr. Henry Goose                             | Direttore d'albergo         | Isaac Sachs                                    | Dermot Hoggins                                  | Attore sosia di Cavendish            | Zachry                                                            |
| Halle Berry    | Donna nativa                                | Jocasta Ayrs                | Luisa Rey                                      | Ospite di una festa indiana                     | Ovid                                 | Meronyma                                                          |
| Jim Broadbent  | Capitano Molyneux                           | Vyvyan Ayrs                 | -                                              | Timothy Cavendish                               | Musicista coreano                    | Presciente                                                        |
| Hugo Weaving   | Haskell Moore                               | Tadeusz Kesselring          | Bill Smoke                                     | Infermiera Noakes                               | Consigliere Mephi                    | Vecchio Georgie                                                   |
| Jim Sturgess   | Adam Ewing                                  | Ospite d'albergo povero     | Papà di Megan                                  | Scozzese                                        | Hae-Joo Chang                        | Adam Bailey (cognato di Zachry)                                   |
| Doo-na Bae     | Tilda Ewing                                 | -                           | Mamma di Megan Donna messicana                 | -                                               | Sonmi~451 Sonmi~351 Prostituta Sonmi | Sonmi~451 (video)                                                 |
| Ben Whishaw    | Uomo di cabina                              | Robert Frobisher            | Commesso del negozio                           | Georgette                                       | -                                    | Uomo della tribù                                                  |
| James D'Arcy   | -                                           | Giovane Rufus Sixsmith      | Anziano Rufus Sixsmith                         | Infermiere James                                | Archivista                           | -                                                                 |
| Zhou Xun       | -                                           | -                           | Direttore del Talbot Hotel                     | -                                               | Yoona~939                            | Rose (Sorella di Zachry)                                          |
| Keith David    | Kupaka                                      | -                           | Joe Napier                                     | -                                               | An-kor Apis                          | Presciente                                                        |
| David Gyasi    | Autua                                       | -                           | Lester Rey                                     | -                                               | -                                    | Duophysite                                                        |
| Susan Sarandon | Madame Horrox                               | -                           | -                                              | Anziana Ursula                                  | Yosouf Suleiman                      | Abbadessa                                                         |
| Hugh Grant     | Rev. Giles Horrox                           | Sicurezza hotel             | Lloyd Hooks                                    | Denholme Cavendish                              | Custode Rhee                         | Capo dei Kona                                                     |

## Produzione

### Soggetto e sceneggiatura
Il film è basato sul romanzo del 2004 L'atlante delle nuvole del romanziere inglese David Mitchell. Il regista Tom Tykwer rivelò nel gennaio 2009 l'intenzione di adattare il romanzo e disse che la sceneggiatura era in corso di scrittura insieme alle sorelle Wachowski, che avevano opzionato il romanzo.
Ognuna delle sei storie che si intrecciano nella trama appartiene ad un genere diverso, espediente presente anche nel romanzo di Mitchell:
1. Drammatico-storico: Il Diario dal Pacifico di Adam Ewing
2. Romanzo epistolare: Lettere da Zedelghem.
3. Thriller: Mezze vite – Il primo caso di Luisa Rey.
4. Commedia: La tremenda ordalia di Timothy Cavendish
5. Distopico: Il verbo di Sonmi~451.
6. Fantascienza post apocalittica: Sloosha Crossing e tutto il resto.

### Casting
Nel giugno 2010 Tykwer chiese agli attori Natalie Portman, Tom Hanks, Halle Berry, James McAvoy e Ian McKellen di entrare a far parte del cast di Cloud Atlas. Nell'aprile 2011 le sorelle Wachowski decisero di essere alla regia del film insieme a Tykwer. A maggio 2011 sono stati confermati nel cast Tom Hanks e Halle Berry, e successivamente a loro si sono uniti Hugo Weaving, Ben Whishaw, Susan Sarandon e Jim Broadbent. Infine, a pochi giorni dall'inizio delle riprese, anche Hugh Grant è stato confermato nel cast del film. Tutti i personaggi interpretati da Hugh Grant e Hugo Weaving sono cattivi.

### Finanziamenti
Con un budget di oltre 100 milioni di dollari, Cloud Atlas è stato uno dei film indipendenti più costosi mai realizzati.
Cloud Atlas è stato sostenuto finanziariamente dalle compagnie tedesche A Company e X Filme, e Variety ha riportato, a maggio 2011, che il budget di produzione sfiorava i 140.000.000 di dollari. Il progetto ha ricevuto finanziamenti dalla Filmstiftung NRW, un'altra organizzazione tedesca. Grazie ad alcuni accorgimenti finanziari il budget è stato ridotto a 100.000.000 di dollari.
I media tedeschi considerano Cloud Atlas come il primo tentativo di creare un blockbuster tedesco in quanto il suo enorme budget lo rende di gran lunga il più costoso film tedesco finora realizzato.
La Warner Bros. si è detta entusiasta della durata del film di 172 minuti, anche se era stato concordato precedentemente che la pellicola non dovesse eccedere le due ore e mezza (150 min.).

### Riprese
Cloud Atlas è stato uno dei pochi film ad avere tre registi ugualmente accreditati per la direzione. Le Wachowski hanno diretto i segmenti 1849, 2144 e 2321 del film. Tom Tykwer ha diretto i segmenti del 1936, 1973 e 2012.
Le riprese sono iniziate il 16 settembre 2011 per concludersi a dicembre dello stesso anno.
Tykwer e le Wachowski hanno girato parallelamente le loro parti di film con due troupe diverse. Le riprese esterne si sono svolte anche in Scozia e Spagna (Isola di Maiorca, Playa Sa Calobra).

## Promozione
La produzione del film è rimasta nel più totale riserbo. A dicembre 2011 è stata pubblicata la prima foto ritraente le sorelle Wachowski e Tom Tykwer insieme a degli oggetti di scena utilizzati nelle sei storie del film. A seguire sono stati pubblicati degli artwork e un'immagine di Bae Doo-na nelle vesti del clone Sonmi~451. Dopo molti mesi di totale silenzio, interrotti da sporadiche interviste a Hugh Grant e Hugo Weaving, il 25 luglio 2012 sono state pubblicate due foto ufficiali a cui ne sono seguite altre.
Il primo trailer del film, della durata di cinque minuti, è uscito in forma non ufficiale il giorno successivo il 26 luglio; successivamente ne è stata pubblicata una versione estesa, mentre il secondo trailer è uscito a settembre.
Il film è stato proiettato in anteprima mondiale al Toronto International Film Festival, ricevendo dieci minuti di applausi al termine della visione della pellicola, e al Fantastic Fest di Austin con una proiezione a sorpresa per i fan, in presenza di Lana e Andy Wachowski. Il 29 ottobre 2012 è stato diffuso online il primo trailer italiano del film, della durata di cinque minuti.

## Distribuzione
L'uscita di Cloud Atlas negli Stati Uniti è avvenuta il 26 ottobre 2012. La Warner Bros. ha distribuito il film negli Stati Uniti e in Canada, mentre Focus Features lo ha distribuito negli altri stati. In Italia il film è stato distribuito dalla Eagle Pictures il 10 gennaio 2013.

### Divieti
La MPAA ha imposto al film il rating R, cioè vietato ai minori di 17 anni non accompagnati da un adulto, giustificandolo col fatto che il film mostra "violenza, turpiloquio, nudità/sesso e uso di droghe".

## Accoglienza

### Incassi
Uscito negli USA il 26 ottobre 2012, il film è stato distribuito in 2008 sale e ha incassato 9 612 247 dollari nel primo week-end, mentre in Italia, dove ha esordito il 10 gennaio 2013, ha incassato 1 601 496 € al primo week-end, attestandosi al terzo posto, subito dopo Quello che so sull'amore (1 939 932 €) e La migliore offerta (1 735 368 €). A livello globale il film ha incassato 130 482 868 $.